# مارائتا
مارائتا (به لاتین: Maratha) یک منطقهٔ مسکونی در قبرس شمالی است که در ناحیه غازی ماغوسا واقع شده‌است.